# Volkratshofen
Volkratshofen ist ein Pfarrdorf in Oberschwaben, etwa sechs Kilometer südwestlich der Stadtmitte von Memmingen. Die Gemeinde Volkratshofen, in die am 1. April 1971 die Gemeinde Ferthofen eingegliedert wurde, wurde am 1. Mai 1978 eingemeindet und gehört seither zu Memmingen. Die Orte Volkratshofen, Brunnen, Ferthofen, Hitzenhofen, Illerfeld und Priemen haben zusammen 1379 Einwohner (Stand 2007).

## Lage
Volkratshofen liegt am Fuße des sogenannten Hitzendorfer Feldes unmittelbar an der Bundesautobahn 96 an der Grenze zu Baden-Württemberg.
Zur Gemeinde gehören die Weiler Hitzenhofen, Brunnen, Priemen und Illerfeld.

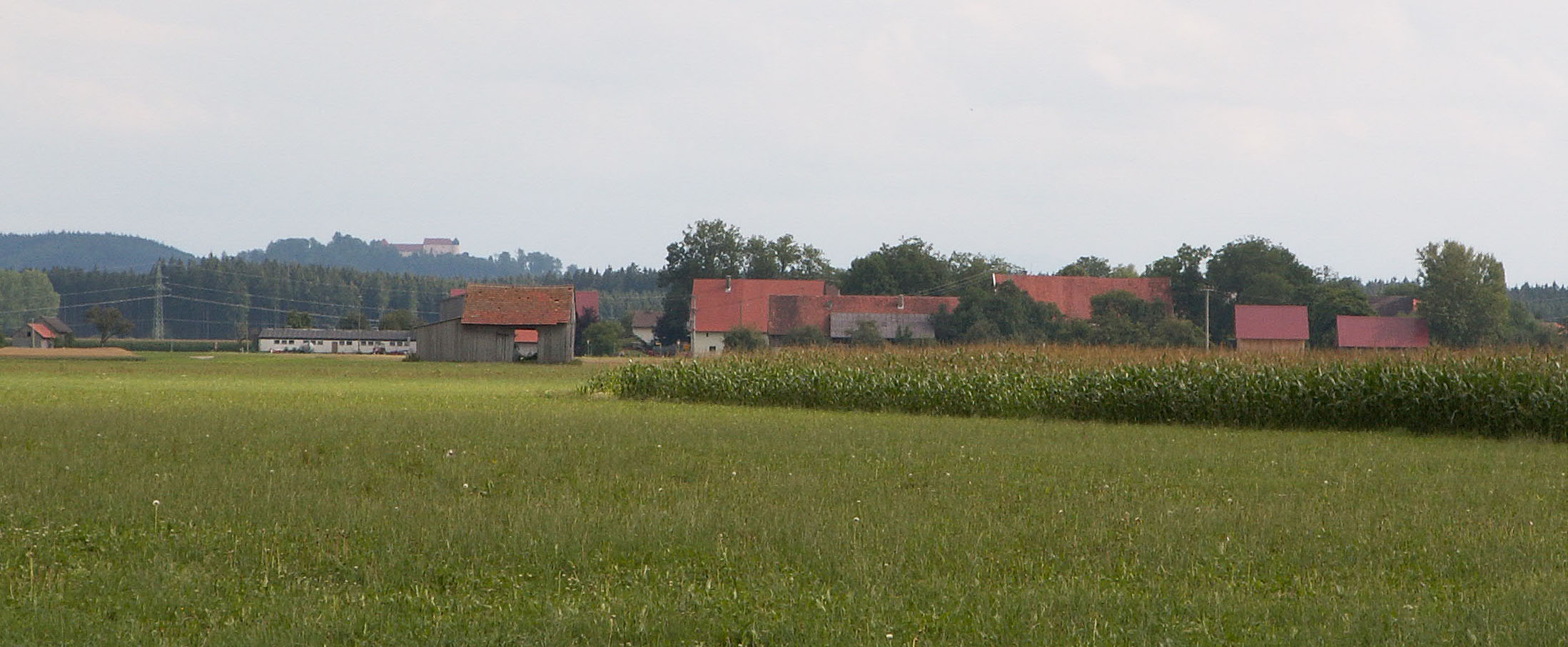
Hitzenhofen von Norden mit Kronburg im Hintergrund

## Geschichte
Zum ersten Mal urkundlich erwähnt wurde der Ort 1168 als Pfarrei, die zu Memmingen gehörte. Um 1250 gehörte Volkratshofen zum Kloster Weingarten. 1340 war es im Besitz des Wilhelm Matz von Ravensburg, der es an die Truchsesse von Waldburg verkaufte. 1346 erwarb es der Memminger Patrizier Marquard Ammann. Später ging der Ort in den Besitz des Klosters Rot an der Rot über. Um 1400 wurde es für insgesamt 355 Pfund Heller an das Unterhospital in Memmingen verkauft. Durch diese Zugehörigkeit zu Memmingen nahm das Dorf in der Reformationszeit auch das evangelische Bekenntnis an. 1551 wurde urkundlich der erste  Bürger Fertofens „Bartholomäus Diepolder“ erwähnt. Nach ihm ist in Memmingen die Diepolderstraße benannt. Nach dem Dreißigjährigen Krieg vergrößerte sich Volkratshofen durch viele Neusiedler aus der Schweiz und Tirol. Mit der Säkularisation wurde Volkratshofen eine eigenständige bayerische Gemeinde, bis sie im Zuge der Gemeindegebietsreform nach Memmingen eingemeindet wurde.

## Kirche
Die Kirche in Volkratshofen ist durch die historischen Beziehungen zum Memminger Kreuzherrenkloster ein Simultaneum. Die alte Stephanskirche wurde 1817 neu erbaut. Sie beherbergt einige historische Kostbarkeiten wie einen Altar von Dominikus Zimmermann von 1713 und wertvolle Gemälde von Elias Friedrich Küchlin und der Künstlerfamilie Sichelbein. Zudem gibt es ein Sühnekreuz von 1458 und mehrere vorgeschichtliche Gräber aus der Hallstattzeit zu besichtigen.
Bei den Friedhöfen handelt es sich um kirchliche Einrichtungen.

## Veranstaltungen
Die meisten Veranstaltungen des Dorfes finden in der Festhalle am westlichen Ortsrand statt. Seit 2007 gibt es einen Dorfplatz am Feuerwehrhaus. Über einen Neubau bzw. eine Erweiterung der Festhalle/Turnhalle wird nachgedacht.

## Vereine
Der Ortsteil hat eine Vielzahl an Vereinen, wie die SG Volkratshofen, einen Musikverein, die Gartenbaufreunde Volkratshofen, die Evangelische Landjugend und einen CVJM.

## Söhne und Töchter des Ortes
- Christian Mayer (1700–1771), Maler des Barock
- Christoph Ludwig Köberlin (1794–1862), Botaniker und Pfarrer, Namensgeber der Pflanzengattung Koeberlinia spinosa